# Andrzej Wajda
Andrzej Witold Wajda (IPA: [ˈandʐɛj ˈvitɔlt ˈvajda]) (Suwałki, 6 marzo 1926 – Varsavia, 9 ottobre 2016) è stato un regista, sceneggiatore e direttore artistico polacco, considerato uno dei principali esponenti della scuola polacca di cinema.
Quattro suoi film - La terra della grande promessa (1975), Le signorine di Wilko (1979), L'uomo di ferro (Palma d'oro al Festival di Cannes nel 1981) e  Katyń (2007) - furono candidati come miglior film straniero agli Oscar, mentre nel 2000 Wajda ricevette dall'A.M.P.A.S. l'Oscar alla carriera.

## Biografia
Importante figura nel mondo del cinema europeo orientale dopo la seconda guerra mondiale, Wajda ha fatto una cronaca dell'evoluzione politica e sociale del suo Paese con sensibilità e fervore, rifiutando di scendere a compromessi nel trattare argomenti difficili. Divenuto un simbolo per un Paese sotto assedio, Wajda ha ripetutamente attinto alla storia della Polonia per soddisfare la propria sensibilità tragica, realizzando un capolavoro che distrugge e allo stesso tempo informa.
Figlio di un ufficiale della cavalleria polacca, assassinato dai sovietici nel massacro di Katyn', Wajda, ancora adolescente, combatté nell'Esercito Nazionale contro i tedeschi. Dopo la guerra studiò per diventare un pittore all'Accademia di Belle Arti di Cracovia prima di entrare alla Scuola Nazionale di Cinematografia di Łódź.
Quando era apprendista al seguito del regista Aleksander Ford, gli fu data l'opportunità di dirigere un film da solo. Con Generazione (1955) il novello regista tirò fuori tutta la sua amarezza e il suo disinganno riguardo al cieco patriottismo e il linguaggio retorico del tempo di guerra, utilizzando come suo alter ego un giovane antieroe in stile James Dean, interpretato da Zbigniew Cybulski. I due film successivi svilupparono ulteriormente il tema antibellico di Generazione, I dannati di Varsavia (1956) e Cenere e diamanti (1958), anche quest'ultimo interpretato da Cybulski. Anche se era perfettamente in grado di realizzare pellicole commerciali non d'avanguardia (spesso rigettate dai suoi critici come "banali"), Wajda era maggiormente interessato a opere di allegoria e simbolismo, con certi mezzi simbolici che appaiono ripetutamente nei suoi film (come incendiare un bicchiere di liquore, a significare la fiamma dell'idealismo giovanile che veniva spenta dalla guerra).
Nel 1967 Cybulski rimase ucciso in un incidente ferroviario, dopo di che il regista espresse il proprio dolore in quello che è considerato il suo film più personale, Tutto in vendita (1969). L'ultimo atto di devozione di Wajda al nascente movimento di Solidarność fu manifestato nelle pellicole L'uomo di marmo (1976) e L'uomo di ferro (1981). In quest'ultimo Lech Wałęsa (capo di Solidarność) compariva nei panni di sé stesso. Il coinvolgimento del regista in questo movimento spinse il governo della Repubblica Popolare di Polonia a far uscire dal mercato la compagnia di produzione di Wajda.
Nel 1985 vinse il Premio Herder.
Nei primi anni novanta, Wajda fu eletto senatore e nominato direttore artistico del Teatro Powszechny di Varsavia. Dello stesso periodo è la nomina a membro onorario dell'Unione dei Teatri d'Europa. Continuò a girare film, affrontando il tema della Seconda guerra mondiale ne L'anello con l'aquila coronata del 1993 e La settimana santa del 1996. Nel 1997 il regista cambiò direzione con Panna Nikt, un dramma sulla crescita che esplorava gli aspetti più oscuri e spirituali della relazione fra tre studentesse. Nel 1998 la Mostra del Cinema di Venezia gli conferì il Leone d'oro alla carriera. Tre anni più tardi, durante la consegna dei Premi Oscar 2000 ricevette l'Oscar alla carriera per i suoi numerosi contributi al cinema; successivamente donò il premio alla Università di Cracovia. Per i risultati di una vita, nel febbraio 2006, Waida ha ricevuto un Orso d'oro alla carriera, il premio del Festival di Berlino. Il suo ultimo film Il ritratto negato, riguardante la vita del pittore Władysław Strzemiński, è stato presentato postumo alla Festa del Cinema di Roma 2016.

## Vita privata
Andrzej Wajda è stato sposato quattro volte. La sua terza moglie è stata la popolare attrice Beata Tyszkiewicz, da cui ha avuto la figlia Karolina (nata nel 1967). La sua quarta moglie è l'attrice e costumista Krystyna Zachwatowicz. Nel settembre 2009, Wajda ha chiesto il rilascio del regista Roman Polanski dopo che Polanski è stato arrestato in Svizzera in relazione alla sua accusa del 1977 per aver avuto rapporti sessuali illegali con una ragazza di 13 anni. Wajda è morto a Varsavia il 9 ottobre 2016 all'età di 90 anni per insufficienza polmonare. Fu sepolto nel cimitero di Salwator a Cracovia.

## Filmografia

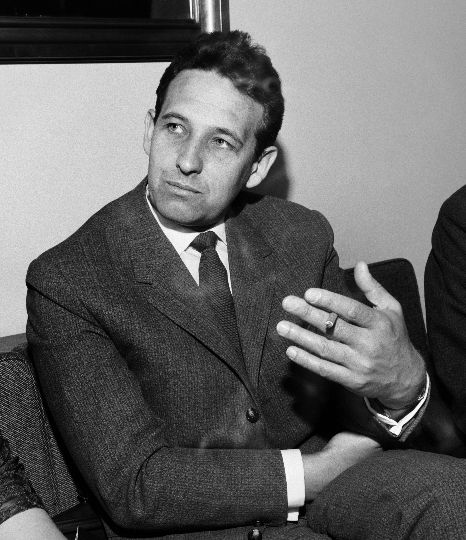
Andrzej Wajda nel 1963.

### Regia
- Zły chłopiec, cortometraggio (1950)
- Ceramika iłżecka, cortometraggio (1951)
- Kiedy ty spisz, cortometraggio (1952)
- Generazione (Pokolenie) (1954)
- Idę do słońca, cortometraggio documentario (1955)
- I dannati di Varsavia (Kanał) (1957)
- Cenere e diamanti (Popiół i diament) (1958)
- Lotna (1959)
- Ingenui perversi (Niewinni czarodzieje) (1960)
- Lady Macbeth siberiana (Powiatowa lady Makbet) (1961)
- Samson (1961)
- Miłość dwudziestolatków, episodio di L'amore a vent'anni (L'amour à vingt ans) (1962)
- Ceneri sulla grande armata (Popioły) (1965)
- Guazzabuglio (Przekładaniec), film TV (1968)
- Tutto in vendita (Wszystko na sprzedaż, 1968)
- Gates to Paradise (1968)
- Caccia alle mosche (Polowanie na muchy) (1969)
- Il bosco di betulle (Brzezina) (1970)
- Paesaggio dopo la battaglia (Krajobraz po bitwie) (1970)
- Pilato e gli altri (Pilatus und andere) (1971)
- Le nozze (Wesele) (1972)
- La terra della grande promessa (Ziemia obiecana) (1974)
- La linea d'ombra (Smuga cienia) (1976)
- L'uomo di marmo (Człowiek z marmuru) (1976)
- Invito a entrare (Zaproszenie do wnetrza) (1978) documentario
- Senza anestesia (Bez znieczulenia) (1978)
- Le signorine di Wilko (Panny z Wilka) (1979)
- Direttore d'orchestra (Dyrygent) (1980)
- L'uomo di ferro (Człowiek z żelaza) (1981)
- Danton (1983)
- Un amore in Germania (Eine Liebe in Deutschland) (1983)
- Cronaca di avvenimenti amorosi (Kronika wypadków miłosnych) (1985)
- Dostoevskij - I demoni (Les possédes) (1988)
- Dottor Korczak (Korczak) (1990)
- L'anello con l'aquila coronata (Pierścionek z orłem w koronie) (1992)
- Nastasja (Nastazja) (1994)
- La settimana santa (Wielki Tydzień) (1995)
- Panna Nikt (Miss Nobody) (1996)
- Pan Tadeusz (1998)
- Wyrok na Franciszka Kłosa (2000)
- Zemsta (2002)
- Lekcja polskiego kina - documentario (2002)
- Solidarność, Solidarność... (segmento "Man of Hope") (2005)
- Katyń (2007)
- Tatarak (2009)
- Kręć! Jak kochasz, to kręć! (2010) documentario
- Walesa - L'uomo della speranza (Walesa. Czlowiek z nadziei) (2013)
- Il ritratto negato (Powidoki) (2016)